# Trombossani

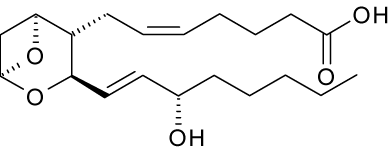
Trombossano A2

Trombossano B2

I trombossani (TX) sono composti chimici biologicamente attivi di natura lipidica, derivati dell'acido arachidonico (o acido 5,8,11,14 eicosatetraenoico) nella via delle cicloossigenasi. Sono acidi grassi insaturi ciclici a 20 atomi di carbonio, contenenti un anello ossanico o piranico con un gruppo ossidrile (-OH) legato al C15. I trombossani fanno parte degli eicosanoidi (dal greco eikosi, venti, e eidos, forma), composti a 20 atomi di C derivati dall'acido arachidonico: prostanoidi, leucotrieni e lipossine, che sono ormoni locali (o autacoidi, dal greco autòs, se stesso, e àkos, rimedio). In particolare i trombossani, insieme alle prostaglandine e alla prostaciclina, costituiscono la classe dei prostanoidi, sostanze identificate per la prima volta nell'apparato genitale maschile (seme e vescicole seminali).
Il trombossano A (TXA) ha una struttura biciclica per la presenza di un doppio anello ossanico-ossetanico, formato dall'anello ossanico e dall'anello ossetanico (anello tetra-atomico contenente ossigeno). La presenza di un carbonio acetalico (il carbonio che lega i due atomi di ossigeno -OR, con formula R2C(OR')2) rende instabile il composto che viene rapidamente idrolizzato nel trombossano B. La sua emivita è pertanto molto breve, circa 30 secondi.
Il trombossano B (TXB) è un composto stabile che possiede il solo anello ossanico idrossilato, con un carbonio emiacetalico (carbonio che lega un atomo di ossigeno -OR e un gruppo ossidrilico, con formula R2COROH).
I trombossani sono presenti in vari tipi cellulari, ma in particolare svolgono un ruolo essenziale nelle piastrine.
Hanno effetti vasocostrittori, favoriscono l'aggregazione delle piastrine, facilitano il broncospasmo.

## Etimologia
La denominazione trombossani sta ad indicare sia la loro origine biologica, ovvero i trombociti o piastrine, che la loro natura chimica, più precisamente la struttura ossanica.

## Metabolismo
Il TXA2 è un composto altamente instabile che si idrolizza spontaneamente, in circa 30 secondi, nel TXB2, un composto stabile ma privo di attività biologica. I due maggiori prodotti del catabolismo di TXA2 eliminati con le urine, 2,3-dinor-TXB2 e 11-deidro-TXB2, misurano l'entità della biosintesi dei trombossani. Il dosaggio di questi metaboliti nel siero o nell'urina è utile per valutare la biosintesi del trombossano e la funzionalità piastrinica e permette di monitorare la terapia antiaggregante con acido acetilsalicilico (o altri inibitori della sintesi di TXA2).
I trombossani sono sintetizzati nella via metabolica delle ciclossigenasi, grazie all'attività sequenziale di due enzimi la ciclossigenasi (COX1/COX2) e la trombossano-sintetasi (TXAS). La ciclossigenasi (o prostaglandina H sintetasi, PGHS) comprende due isoenzimi, COX1 (ciclossigenasi costitutiva) e COX2 (ciclossigenasi inducibile), e trasforma l'acido arachidonico nella [[PGH2]], un endoperossido ciclico contenente l'anello del ciclopentano (il numero 2 indica il numero dei doppi legami presenti nel composto). Le COX catalizzano la reazione dell'acido arachidonico con l'ossigeno per formare la prostaglandina G2 ([[PGG2]]), che viene poi ridotta in PGH2. La differenza tra questi due composti risiede nel fatto che nella PGG2 il C15 lega un gruppo perossido, mentre nella PGH2 esso è unito ad un gruppo ossidrilico. La PGH2 è il substrato per la produzione degli altri prostanoidi. La TXA2S è un enzima appartenente alla famiglia del citocromo P450 che è localizzato nella membrana del reticolo endoplasmatico e che catalizza la conversione di PGH2 in TXA2.
La TXAS si trova in primo luogo nelle cellule ematiche: piastrine, monociti e leucociti polimorfonucleati. Nelle piastrine il TXA2 è il principale metabolita dell'acido arachidonico e la sua biosintesi dipende esclusivamente dalla COX1. La TXAS è stata individuata anche negli omogenati di polmone, fegato, milza, midollo osseo, timo, colon e rene. Nel polmone essa è dimostrabile nelle cellule epiteliali della trachea e dell'albero bronchiale, nei macrofagi alveolari e nelle cellule muscolari lisce bronchiali e vascolari; è invece assente nelle cellule endoteliali polmonari. L'enzima è stato rilevato nelle cellule endoteliali non stimolate di aorta di ratto (con la tecnica della reazione a catena della polimerasi, PCR) e di cane (con l'immunofluorescenza); nelle colture di endotelio aortico di maiale, la TXAS era assente nelle cellule quiescenti, ma veniva indotta dalla interleuchina-1α. La sintesi endoteliale di TXA2 è stata dimostrata nelle cellule aortiche bovine incubate con acido arachidonico. Le cellule che esprimono la TXAS includono anche le cellule del sistema dei fagociti mononucleati (monociti, macrofagi, cellule epitelioidi, cellule di Kupfer, cellule di Langerhans) e alcune cellule epiteliali (epitelio delle cripte tonsillari e cellule epiteliali reticolari della corteccia del timo): queste localizzazioni lasciano supporre un ruolo funzionale di TXA2 nel sistema immunitario.

## Azioni biologiche
Il recettore del TXA2 (T Prostanoid receptor, TP)  è accoppiato principalmente ad una proteina Gq, per cui attiva la sequenza biochimica Fosfolipasi C-Inositolo trifosfato-Calcio-Proteinchinasi C (PLC-IP3-Ca2+-PKC), ma può accoppiarsi anche ad altre proteine G (G12/13). La stimolazione di G12/13 attraverso la RHO-chinasi induce lo shape change piastrinico (cosiddetta metamorfosi viscosa), ovvero le modificazioni morfologiche che accompagnano l'attivazione delle piastrine. Si conoscono due isoforme di recettore, che differiscono per la loro estremità intracitoplasmatica: TPα e TPβ, la prima è espressa nelle piastrine, la seconda nell'endotelio e nelle piastrine. I due isotipi di recettore differiscono per l'attività sulla adenil-ciclasi: TPα la stimola, mentre TPβ la inibisce. Tutti i prostanoidi sono in grado di legarsi al recettore TP, ma con affinità molto diversa (vedi Endotelio: controllo del tono vasale).
Per la sua emivita molto breve, il trombossano agisce come mediatore autocrino (sulla stessa cellula che lo ha prodotto) e paracrino (sulle cellule circostanti), senza produrre effetti a distanza. TXA2 è dotato di spiccata attività aggregante piastrinica e vasocostrittiva e stimola la proliferazione delle cellule muscolari lisce. Le piastrine attivate producono TXA2 che ha la funzione di potenziare e di amplificare l'attivazione piastrinica. Gli antagonisti recettoriali (es. Terutroban) e gli inibitori della sintesi del trombossano trovano pertanto indicazione nel trattamento di malattie cardiovascolari. Particolarmente attivi sono i farmaci antinfiammatori non steroidei non selettivi (FANS, NSAIDs in inglese), che hanno come bersaglio le ciclossigenasi 1 e 2: l'acido acetilsalicilico determina una riduzione del 97-99% della sintesi piastrinica di TXA2 nei soggetti sani. Al contrario, gli inibitori selettivi della COX2 (Coxib) non inibiscono la produzione di trombossano piastrinico. Tuttavia, a differenza degli antagonisti del recettore TP e degli inibitori della sintesi del trombossano, gli inibitori delle COX deprimono anche la sintesi di prostaciclina (PGI2) endoteliale che possiede attività antiaggregante piastrinica.
Negli studi ex vivo su anelli bronchiali isolati, il composto U46619, un agonista stabile di TXA2, determina broncocostrizione; identica risposta si osserva in vivo con l'inalazione di U46619. La contrazione della muscolatura bronchiale operata in vivo da TXA2 è mediata sia dall'azione diretta sulle cellule muscolari lisce, sia dalla stimolazione delle terminazioni nervose parasimpatiche: la vagotomia e gli agenti anticolinergici attenuano la broncocostrizione.
Se il TXA2, fortemente attivo, è sintetizzato dall'acido arachidonico (un acido tetraenoico), il TXA3, pressoché inattivo, è invece prodotto partendo dall'acido 5,8,11,14,17-eicosapentaenoico: dunque, almeno in teoria, l'impiego dietetico dell'acido eicosapentaenoico in sostituzione dell'acido arachidonico troverebbe utilità nel ridurre il rischio di accidenti tromboembolici.

## Fisiopatologia
In condizioni di stress ossidativo (diabete, ipercolesterolemia, ipertensione) la produzione endoteliale di prostaciclina risulta inibita e il metabolismo dell'acido arachidonico viene deviato verso la sintesi di trombossano e di altri eicosanoidi vasocostrittori/pro-aggreganti. In queste situazioni patologiche, l'eccesso di ioni superossido (O2-) reagisce con l'ossido nitrico (NO) formando il radicale perossinitrito (OONO-) che possiede la proprietà di inattivare per tirosin-nitrosazione la prostaciclina sintetasi. In tal modo la via metabolica dell'acido arachidonico è indirizzata verso la produzione di PGH2, TXA2, acidi idrossitetraenoici (HETE) e isoprostani (8-isoP), composti che attivano il recettore TP e svolgono azione pro-aggregante piastrinica, pro-infiammatoria e vasocostrittiva (vedi Endotelio - Controllo del tono vasale). Questi effetti sono potenziati dal fatto che i radicali liberi dell'ossigeno (ROS) aumentano la stabilità e la densità dei recettori TP.
Studi sperimentali lasciano ipotizzare che il TXA2 esercita un'azione favorevole allo sviluppo dell'aterosclerosi. Nei topi geneticamente predisposti all'aterosclerosi per deficit dell'apolipoproteina E (topi apoE-/-), il contemporaneo deficit del recettore TP (a cui si legano non solo il TXA2 , ma anche altri eicosanoidi) riduce le lesioni, mentre il deficit del recettore IP per la PGI2 le ostacola. L'effetto proaterogeno di TXA2 è legato in primo luogo al potenziamento dell'attivazione piastrinica, ma anche alla proliferazione delle cellule muscolari lisce; dagli studi sperimentali risulta pure che il TXA2 possa svolgere un'attività proinfiammatoria agendo direttamente sull'endotelio e inducendo l'esposizione di molecole adesive per i leucociti.